# إف. كلارنس باك
إف. كلارنس باك (بالإنجليزية: F. Clarence Buck)‏ هو عسكري أمريكي، ولد في 1843، وتوفي في 15 يوليو 1905.